# Mura di Rocchette di Fazio

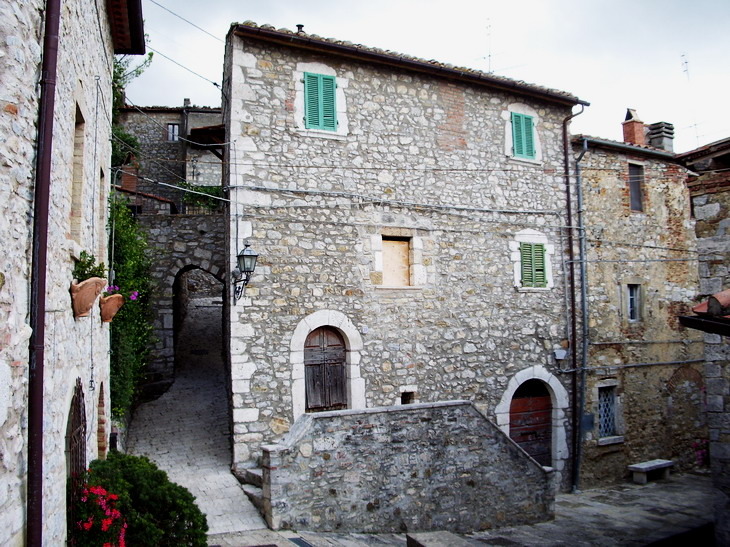
Scorcio con una porta e un tratto delle mura

Le mura di Rocchette di Fazio costituiscono il sistema difensivo dell'omonimo borgo castellano del territorio comunale di Semproniano.

## Storia
Il sistema murario difensivo fu costruito dagli Aldobrandeschi durante il Duecento, a protezione dell'antico castello aldobrandesco di Rocchette di Fazio.
La struttura fu dotata di alcune torri di avvistamento e del complesso fortificato della rocca aldobrandesca, che fu completamente ricostruita dai Senesi in epoca quattrocentesca.
La parte bassa del centro storico di  Rocchette di Fazio, sviluppatasi dal tardo Medioevo in poi, rimase priva di strutture difensive di rilievo poiché non venne mai realizzata una cinta muraria esterna, a differenza di ciò che avveniva in altre località della zona.
Nell'insieme il complesso architettonico militare conobbe periodi di forte degrado, sia nel tardo Seicento che sul finire del secolo successivo; recenti restauri hanno permesso il recupero del sistema murario difensivo.

## Descrizione
Le mura di  Rocchette di Fazio delimitano la parte sommitale del borgo, occupata dal complesso del castello aldobrandesco di epoca medievale.
Il sistema difensivo è costituito da una cortina muraria in pietra, con alcuni tratti a vista ed altri incorporati nelle mura perimetrali esterne di edifici castellani; la cerchia muraria si sviluppa a forma esagonale e presenta due porte di accesso ad arco tondo, delle quali una è denominata "porta del Castello".
Lungo il percorso delle mura si elevano cinque torri che in passato svolgevano funzioni di avvistamento; quella più alta, situata lungo il lato orientale del perimetro murario, costituisce parte della rocca aldorandesca, incorporata lungo il suddetto tratto del sistema difensivo.